# Tieyong
Tieyong (kinesiska: 铁涌) är en köping i sydöstra Kina. Den ligger i Huidong härad i staden Huizhou i provinsen Guangdong,  omkring 170 kilometer öster om provinshuvudstaden Guangzhou. Antalet invånare är 34 653. Befolkningen består av 16 866 kvinnor och 17 787 män. Barn under 15 år utgör 24,0 %, vuxna 15-64 år 67 %, och äldre över 65 år 7,0 %.